# Edward Porter Alexander
Edward Porter Alexander (Washington, 26 maggio 1835 – Savannah, 28 aprile 1910) è stato un militare statunitense.
Iniziò la sua carriera militare nell'esercito degli Stati Uniti d'America, per dimettersi all'atto della secessione degli stati del sud, che costituirono gli Stati Confederati d'America. Da buon georgiano si arruolò nell'esercito confederato di cui divenne successivamente generale di brigata dell'artiglieria. Durante la guerra civile si distinse in numerose battaglie, tra cui quella di Gettysburg. Insieme al maggiore Albert J. Myer fu l'inventore del sistema di segnalazione a lungo raggio tramite bandiere noto come wig-wag signal flags, o aerial telegraphy che adottava il Baine Alphabet System. È noto anche per il suo precoce impiego dei palloni da osservazione durante alcune battaglie della Guerra di secessione americana.

## Biografia
Nacque il 26 maggio 1835, a Washington, nella Contea di Wilkes, in Georgia, uno degli otto figli di Adam Leopold e Sara Hillhouse Gilbert suo padre aveva una piantagione, denominata "Hopedwell" nelle vicinanze di Riceboro, Georgia, a sud di Savannah. Dopo il loro matrimonio la coppia visse nella Contea di Washington, presso la vecchia casa Gilbert (Fairfield Plantation), che era stato costruita nel 1808. Durante l'infanzia visse a stretto contatto con gli schiavi che lavoravano nelle piantagioni, arrivando a chiamare molti di loro per nome, e giocando con i loro figli. Fin dall'infanzia desiderò entrare nell'United States Military Academy di West Point, osteggiato in questo dal padre che preferiva vederlo ingegnere piuttosto che soldato. All'età di 14 anni le sue due sorelle più vecchie stavano per sposare entrambi due laureati di West Point, il fidanzato di Louisa Frederika, Jeremy F.Gilmer, convinse il padre che egli avrebbe potuto andare a West Point e diventare ingegnere se fosse arrivato tra i primi della sua classe.
Colpito dalle argomentazioni di Gilmer, Adam Leopold diede il suo consenso e in vista del suo ingresso all'Accademia nell'inverno 1852-1853 fu mandato a Savannah per prendere lezioni di francese e disegno tecnico presso la Lawton's of South Broad Street.

### Cadetto a West Point
Entrò a West Point nel giugno 1853, avendo come compagno di stanza Dick Meade di Petersburg, e si impegnò immediatamente per rimanere nei primi posti della graduatoria, così come aveva promesso al padre, studiando giorno e notte e curando particolarmente il proprio aspetto fisico al fine di non avere note di demerito. Mentre frequentava l'Accademia la madre, affetta da una malattia che richiedeva l'assunzione di molte dosi di morfina, si spense nel febbraio 1855. Nel 1857 si brevettò al terzo posto su 38 allievi del suo corso, diventando sottotenente del Genio militare, andando subito in licenza per tre mesi, al termine della quale ritorno a West Point in qualità di assistente istruttore del genio militare e insegnante di scherma.

### La spedizione nello Utah
Nell'autunno del 1857 fu assegnato al generale Albert S. Johnston in vista della spedizione nello Utah contro i Mormoni. Il corpo di spedizione era costituita da sei colonne di fanteria, ognuna forte di 500 uomini, ed egli fu assegnato alla 1ª colonna comandata dal colonnello Andrews, un veterano delle guerre Seminole. La spedizione era stata inviata per ordine del Presidente James Buchanan che voleva sostituire il governatore del territorio dello Utah, Brigham Young, con Alfred Cumming della Georgia. Il leader mormone e i suoi seguaci si schierarono categoricamente contro questa decisione, e organizzarono la resistenza. Il generale Johnston fu autorizzato ad impiegare la forza per far rispettare la decisione del presidente, ma mentre la spedizione militare si trovava negli accampamenti invernali sulla strada per lo Utah, i rappresentanti di entrambe le parti risolsero la questione e Cummings divenne governatore senza il ricorso all'uso della forza. In seguito a ciò le colonne militari ritornarono ad est, e durante la marcia egli ebbe modo di incontrare molte delle tribù indiane delle pianure, Sioux, Pawnee, Cheyenne, Arapaho, e Ute.
Al termine della spedizione ritornò a West Point dove riprese i suoi incarichi, venendo promosso tenente il 10 ottobre 1858.
Nel 1859 incontrò due belle ragazze virginiane, le sorelle Gussie e Betty Mason, ed innamoratosi di Betty, che aveva 24 anni, dopo un breve corteggiamento la sposò a King George County, Virginia, il 3 aprile 1860. La coppia ebbe sei figli, tre maschi e due femmine, Bessie Mason (nata nel 1861), Edward Porter II e Lucy Roy (gemelli, nati 1863), una ragazza senza nome (1865, morta in tenera età prima di ricevere il nome), Adam Leopold (1867), e William Mason (1868).
Un giorno, quasi per caso, nella hall di un albergo Porter incontrò il chirurgo Albert J. Myer, che era stato coinvolto nello sviluppo di un sistema di trasmissione dei messaggi su lunghe distanze; un interesse che aveva sviluppato osservando gli indiani Comanche che si mandavano messaggi utilizzando lunghi pali. Il Dipartimento federale alla guerra era molto interessato ed entusiasta delle possibilità del nuovo sistema, e ordinò a Myer di creare personale addestrato e di sviluppare le attrezzature necessarie per costituire e perfezionare il corpo dei segnalatori (Signal Corps). Con sua sorpresa Myer lo nominò suo assistente, e i due testarono i loro apparati di segnalazione su grandi distanze, e il governo federale, impressionato dai risultati ottenuti, nominò Myer comandante del neocostituito Federal Signal Corps. Poco dopo l'US Army assegnò Alexander alla guarnigione di Fort Steilacoom, nel Territorio di Washington, e dopo un lungo e faticoso viaggio in battello a vapore e in locomotiva, la coppia arrivò a destinazione. Dopo una breve periodo di tempo fu trasferito sull'isola di Alcatraz, nella baia di San Francisco (California), per assistere alla costruzione delle sue fortificazioni.

### La guerra civile
Durante la sua permanenza in California, la Georgia si separò dall'Unione, e questo fatto lo indusse dimettersi dal suo incarico nell'esercito federale il 1º maggio 1861. Arrivato a Richmond il 1º giugno successivo, si rese subito conto che la Confederazione stava formando un esercito per difendersi dal previsto attacco delle forze unioniste. Dopo un incontro con il presidente Jefferson Davis, che conosceva la sua esperienza presso il Signal Corps, fu nominato capitano del neocostituito "Confederate States Signal Corps", ed autorizzato ad addestrare gli uomini, ed a ottenere le attrezzature necessarie. Portò a termine il compito con grande zelo e determinazione, e come comandante del Signal Corps CSA, gli fu ordinato di mettersi a rapporto dal generale Pierre Gustave Toutant de Beauregard, entrando a far parte del suo Stato maggiore. Sviluppò subito un grandissimo rispetto per le competenze ingegneristiche del generale Beauregard, e per le sue complessive capacità militari, osservando che il lavoro di fortificazione del porto di Charleston era stato fatto in modo superbo, così come per le difese di Petersburg. Durante il servizio presso il generale Beauregard svolse alcuni servizi particolari, costituendo una rete di spionaggio per segnalare i movimenti e la consistenza delle truppe federali. Il 3 giugno fu nominato comandante del genio e del servizio segnalazione dell'Armata Confederata del Potomac. Nella mattinata di domenica 21 luglio 1861, i generale Johnston e Beauregard decisero di attaccare l'esercito federale al comando del generale Irvin McDowell.
Durante la prima battaglia di Bull Run (detta anche di Manassas) fu utilizzato per la prima volta in combattimento il sistema di segnalazione su grande distanza tramite bandiere. Di stanza in cima alla "Wilcoxen Hill", a Manassas, il capitano Alexander vide i movimenti delle truppe dell'Unione segnalando alla Brigata al comando del colonnello Nathan G. "Shanks" Evans. correva il pericolo di essere attaccata sul fianco sinistro. Alla ricezione di un messaggio i generali Beauregard e Joseph E. Johnston inviarono tempestivi rinforzi che trasformarono le sorti della battaglia in favore dei Confederati. In seguito a questa brillante prestazione fu promosso maggiore il 1º luglio e tenente colonnello sessanta giorni dopo. Durante gran parte di questo periodo fu comandante dell'artiglieria, sotto il comando di Johnston, in quella che più tardi divenne l'Armata della Virginia Settentrionale. Fu sempre molto attivo nel lavoro di trasmissione dei segnali e nella raccolta di informazioni, in particolare con la rete di spie operanti nell'area intorno a Washington, DC. Durante i primi giorni della Campagna Peninsulare del 1862, servì come comandante dell'artiglieria sotto Johnston, ma partecipò al anche combattimento di Williamsburg, sotto gli ordini del maggiore generale James Longstreet. Quando il generale Robert Edward Lee assunse il comando dell'esercito, fu incaricato di pre-posizionare l'artiglieria durante l'offensiva che sfociò nella battaglia di Seven Days. Continuò nella sua raccolta di informazioni, partendo volontariato per andare con una mongolfiera a Gaines' Mill il 27 giugno, dove effettuò numerose ascensioni, raccogliendo preziose informazioni per quanto riguardava la posizione dell'esercito unionista.
Fu ancora comandante dell'artiglieria durante la Campagna della Virginia del nord, partecipando alla seconda battaglia di Bull Run, e poi in quella del Maryland, che sfociò nella battaglia di Antietam. Sfuggì per un pelo alla cattura da parte degli unionisti, quando il colonnello Benjamin F. "Grimes" Davis, sfuggito da Harpers Ferry durante la Campagna del Maryland, piombò sui carri munizioni di Longstreet, catturandone 40 su 80. Ormai conosciuto come esperto artigliere giocò un ruolo di primo piano in molte delle più importanti battaglie della guerra civile. Dopo aver lasciato lo Stato Maggiore di Lee, a partire dal 7 novembre 1862 andò a comandare il battaglione dell'artiglieria di riserva appartenente al I Corpo d'armata, al comando di Longstreet, appartenente all'Armata della Virginia Settentrionale. Fu promosso colonnello il 5 dicembre dello stesso anno. Durante la battaglia di Fredericksburg nel dicembre 1862, contribuì ad organizzare l'artiglieria in difesa delle Marye's Heights, con il risultato di essere il fattore decisivo nella vittoria confederata. Mentre il resto del Corpo d'armata di Longstreet era posizionato intorno a Suffolk, Virginia, Alexander accompagnò il generale Stonewall Jackson nella sua marcia di avvicinamento alla battaglia di Chancellorsville nel maggio 1863, e la sua direzione del tiro dell'artiglieria a Hazel Grove e a Chancellorsville si rivelò decisiva.

### La battaglia di Gettysburg
Al seguito dell'armata di Lee prese parte all'avanzata confederata in Pennsylvania, culminata nella battaglia di Gettysburg. Durante la battaglia diresse l'artiglieria del I Corpo d'armata durante la l'attacco confederato sulla Cemetery Ridge il 3 luglio 1863. In quel giorno ebbe anche il comando effettivo dell'artiglieria dell'intera armata, ruolo formalmente detenuto dal brigadiere generale William N. Pendleton. In vista dell'attacco della fanteria diresse un massiccio bombardamento di due ore, probabilmente il più grande dell'intera guerra, utilizzando tra i 150 e i 170 cannoni contro le posizioni unioniste su Cemetery Ridge. Purtroppo la scarsa qualità delle spolette a tempo dei proiettili dell'artiglieria confederata ritardava la detonazione programmata di molti dei colpi, e il, loro ritmo non venne adeguatamente variato, in modo che le aree delle retrovie unioniste ricevettero più danni che quelle di prima linea. Il generale Longstreet aveva messo il colonnello Alexander al comando dell'artiglieria, e prima che la fanteria del maggiore generale George Edward Pickett lanciasse il suo attacco, chiese al giovane colonnello, mettendogli il un'enorme pressione, di determinare se l'artiglieria difensiva unionista fosse stata effettivamente soppressa. L'attacco della fanteria terminò in una ecatombe, e le perdite delle Brigate della Divisione Pickett sfiorarono il 40% degli effettivi.
Dopo la battaglia di Gettysburg accompagnò il I Corpo nel nord della Georgia nell'autunno del 1863, per rafforzare l'armata del generale Braxton Bragg in vista per la Battaglia di Chickamauga. Arrivò troppo tardi per partecipare alla battaglia, ma servì come comandante dell'artiglieria nella successiva campagna di Knoxville e poi presso il Dipartimento del Tennessee orientale nei primi mesi del 1864. Tornò in Virginia con il I Corpo rimanendovi per il resto della guerra, venendo promosso generale di brigata il 19 marzo 1864. Prestò servizio in tutte le battaglie della Overland Campaign, e quando il tenente generale Ulysses S. Grant aggirò l'armata di Lee per attraversare il fiume James assalendo Petersburg, egli fu in grado di muovere rapidamente le sue armi attraverso le linee confederate, mettendole in posizione per respingere l'attacco principale.
Durante l'assedio di Petersburg, dovette adattare le sue tattiche di artiglieria alla guerra di trincea, tra cui la sperimentazione di vari tipi di mortai. Si convinse che le forze unioniste stavano scavando dei tunnel sotto le linee confederate, ma prima che fosse in grado di controbattere l'iniziativa, venne ferito alla spalla da un cecchino. Mentre partiva per il congedo medico verso la Georgia, informò il generale Lee dei suoi sospetti, e vennero effettuati molti infruttuosi tentativi per individuare l'attività di scavo. . La conseguente Battaglia del cratere colse i Confederati di sorpresa, anche se terminò con una significativa sconfitta delle forze dell'Unione. Alexander ritornò in servizio nell'esercito nel febbraio 1865 e supervisionò le difese della capitale, Richmond, lungo il fiume James. Insieme all'esercito confederato partecipò alla Campagna di Appomattox.
A Appomattox Court House fece la proposta al generale Lee di disperdere l'esercito, piuttosto che arrendersi. Il generale lo rimproverò, e in seguito Alexander rimpiase di avergli dato tale suggerimento. Anche se questo incidente viene talvolta descritto come una proposta di guerriglia, nel suo libro di memorie Fighting for the Confederacy, egli scrisse che si trattava in realtà di una proposta alternativa alla resa: ordinare all'esercito di disperdersi tra i boschi e cespugli, raggiungendo il generale Johnston nella Carolina del Nord, o andare per la loro strada, ognuno nel suo Stato, con le armi e di riferire al proprio governatore.

### Il ritorno alla vita civile
Dopo la resa confederata entrò per un breve periodo nell'esercito brasiliano. Visto che per lui non più possibile tornare alla vita presso la piantagione della Georgia, divenne insegnante di matematica presso l'Università della Carolina del Sud a Columbia, e poi ebbe posizioni dirigenziali nel settore ferroviario presso la Charlotte, Columbia, and Augusta Railroad (sovrintendente esecutivo), Savannah and Memphis Railroad (presidente), e Louisville and Nashville Railroad (presidente). A causa della comune passione per la caccia alle anatre divenne buon amico di Grover Cleveland, e i due trascorsero molte ore insieme cacciando durante l'estate.
Nel maggio 1897 il presidente Cleveland lo nominò presidente di una commissione di arbitrato, che aveva il compito di determinare e fissare i confini tra le Repubbliche di Nicaragua e Costa Rica, in vista della possibile costruzione di un canale interoceanico nell'America Centrale (vedi canale del Nicaragua). A capo di tale commissione passò due anni presso il villaggio costiero di Greytown (ora San Juan de Nicaragua). Il lavoro fu completato tra la soddisfazione dei due governi e ritornò negli Stati Uniti nell'ottobre 1899. La moglie Bettie si ammalò mentre era in Nicaragua e si spense poco dopo il suo ritorno, il 20 novembre 1899. Nell'ottobre 1901 Alexander si risposò con Mary Mason, nipote della prima moglie.

### L'attività di storico

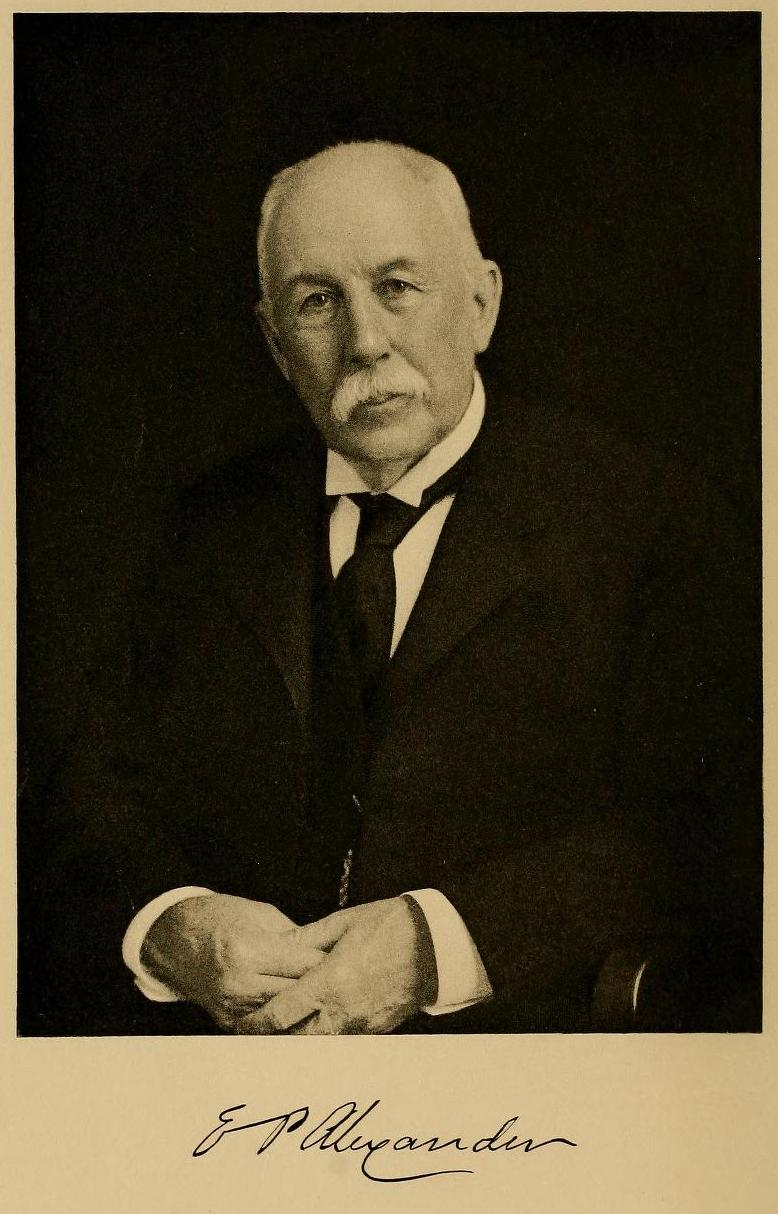
Ritratto di Edward Porter Alexander eseguito nei primi anni del Novecento.

Dopo la fine della guerra civile divenne un autore storico molto rispettato. Scrisse numerosi articoli su riviste e pubblicò le sue Military Memoirs of a Confederate: A Critical Narrative (1907), lodato da Douglas Southall Freeman, la migliore analisi critica delle operazioni dell'Armata della Virginia Settentrionale Molto tempo dopo la sua morte ci si rese conto che egli aveva scritto le Military Memoirs, che cercava di essere un professionale lavoro di storia e analisi militare, dopo un lungo lavoro di modifica di una raccolta di memorie molto più personali, che aveva inizio a scrivere durante la sua permanenza a Greytown, Nicaragua, per volere della sua famiglia. Il precedente scritto di memorie fu revisionato e pubblicato postumo nel 1989 come Fighting for the Confederacy: The Personal Recollections of General Edward Porter Alexander.
A differenza di tali ufficiali confederati come Jubal Anderson Early e William N. Pendleton evitò l'amara teorie della causa persa per cui il Sud era destinato a fallire, data la schiacciante superiorità del Nord. Fu sempre disposto a esprimere per iscritto le sue critiche ad importanti ufficiali confederati, tra cui il generale Lee in persona. Molti storici considerano le memorie di Alexander come una delle fonti più oggettive e più taglienti scritte da un combattente della Guerra Civile. Lo storico David Eicher descrive Fighting for the Confederacy come una superbo racconto personale, con una buona dose di analisi, delle operazioni del generale Lee, drammatico e rivelatore, una importante fonte di notizie sul generale e i suoi colleghi ufficiali. Altri libri scritti da Alexander includono Railway Practice (1887) e Catterel, Ratterel (Doggerel) (1888).
Il generale Alexander si spense a Savannah, Georgia il 28 aprile 1910, e fu sepolto presso il Magnolia Cemetery, di Augusta, Georgia.

## Nei media
Il personaggio del colonnello Alexander viene descritto durante la carica di Pickett nel libro di Michael Shaara, vincitore del Premio Pulitzer nel 1974, The Killer Angels. Nell'adattamento cinematografico del romanzo, realizzato nel 1993, Gettysburg, il ruolo di Alexander è interpretato dall'attore James Patrick Stuart, che lo riprese anche nel prequel Gods and Generals. Alexander appare anche nel romanzo di storia alternativa How Few Remain scritto da Harry Turtledove, e in In My Father's House realizzato da Ann Rinaldi nel 1993, nel personaggio di "Alex".

### Periodici
- David S. Heidler, Jeanne T. Heidler, Edward Porter Alexander, in Encyclopedia of the American Civil War: A Political, Social, and Military History, New York, W. W. Norton & Company, 2000, ISBN 0-393-04758-X.